# پورت مایو (متروی پاریس)
پورت مایو (فرانسوی: Porte Maillot‎) یکی از ایستگاه‌های خط ۱ متروی پاریس است که در منطقه ۱۶ پاریس واقع شده و در سال ۱۹۳۶ تأسیس شده‌است.
این ایستگاه در ابتدا در سال ۱۹۰۰ میلادی ساخته شده بود و تا سال ۱۹۳۹ پایانه غربی خط ۱ بود اما با گسترش خط ۱ یک ایستگاه جدید ساخته شد و ایستگاه پورت مایو در سال ۱۹۳۶ به آن منتقل شد.

## نگارخانه

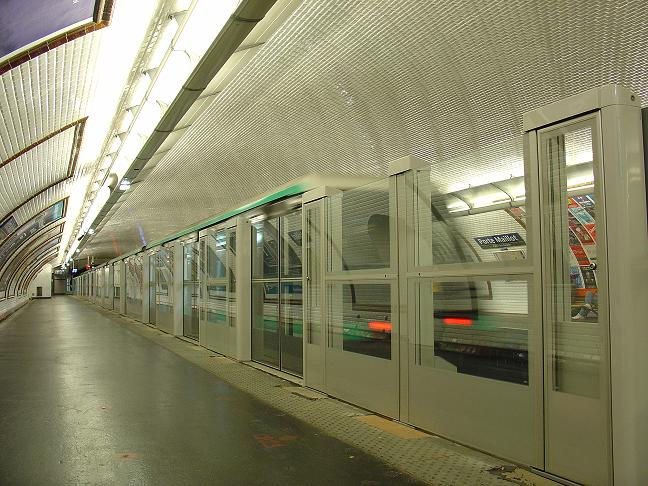
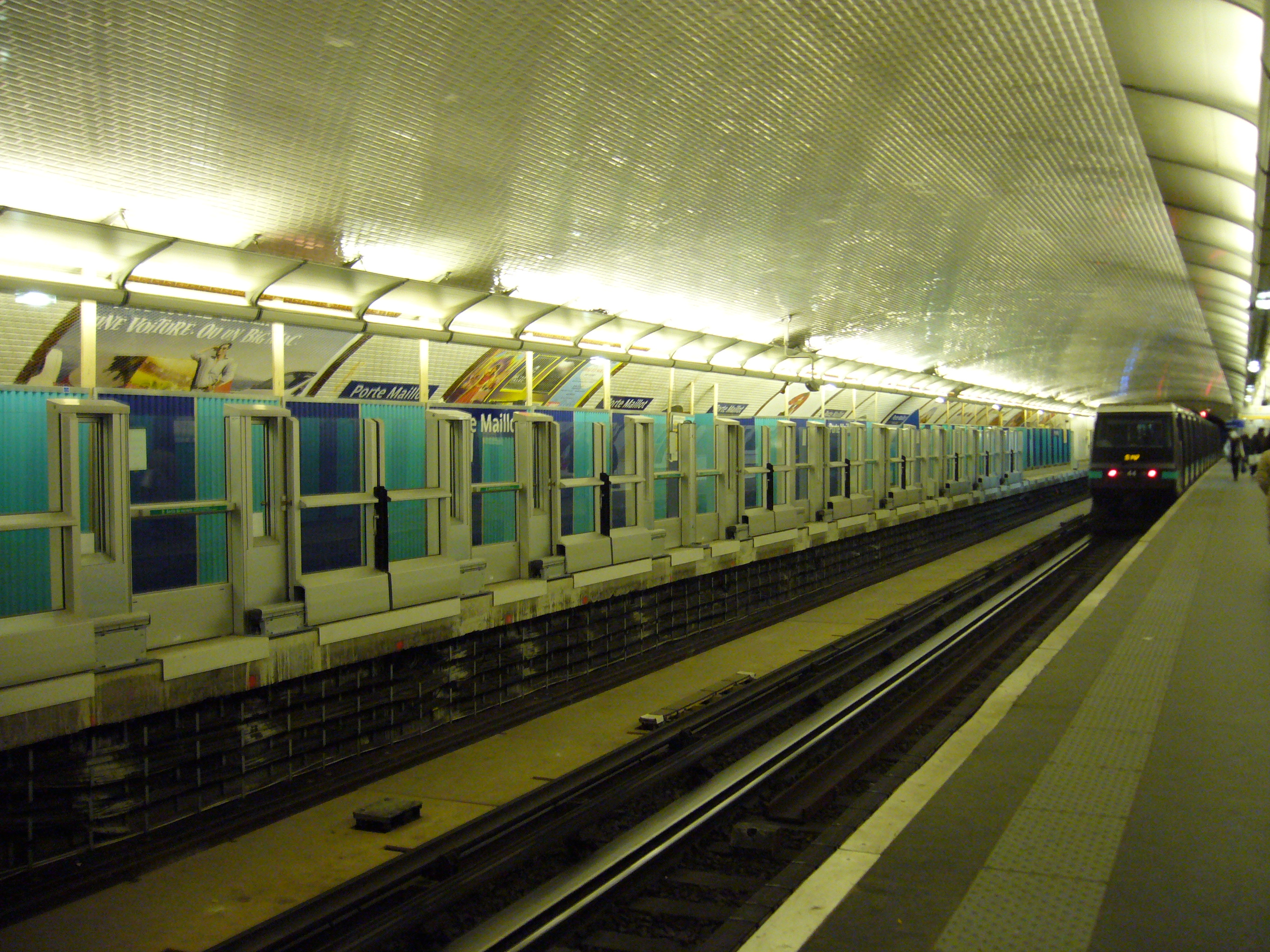
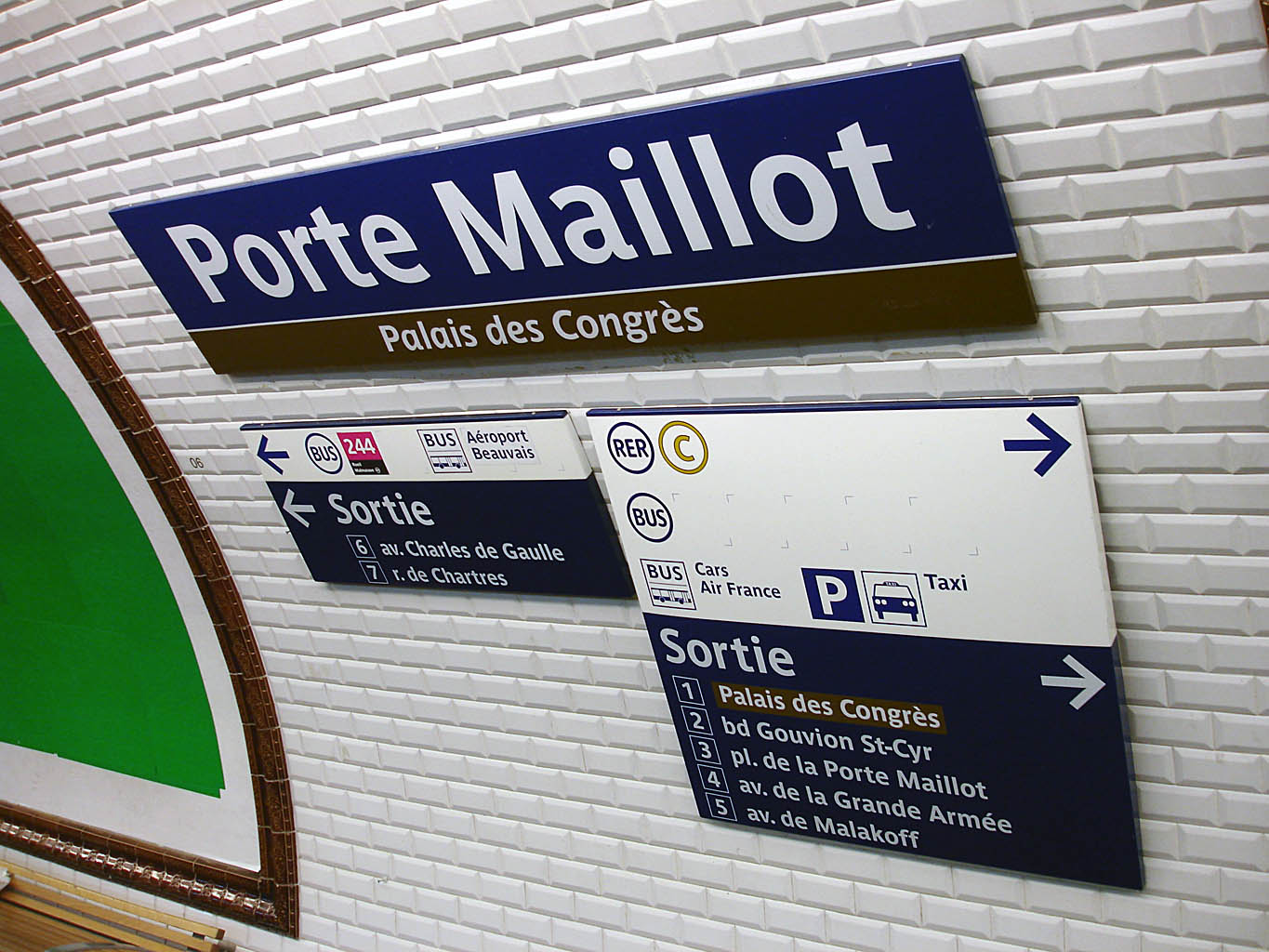